# دوم طيبة
دوم طيبة أو شجر المقل أو الخضلاف أو الخزم أو السدر البري أو مقل مكي أو الأبلم أو الخشل أو السويق أو رطبه البهش أو بيسه الحشف أو وليفة السلب (الاسم العلمي: Hyphaene thebaica)  هو نوع نباتي يتبع جنس الدوم من فصيلة الفوفلية.
ينمو في صعيد مصر والسودان وإرتريا، ثماره صلبة جداً في حجم التفاحة تقريباً. تستعمل أوراقه في عمل السلال والحبال، وخشبه في النجارة، وثمار الدوم وجدت بكثرة في مقابر القدماء المصريين، كما تستخدم عصارته في علاج النواصير والبواسير، وكذلك التقرحات التي تصيب الفم، وعلاج بعض الأمراض الجلدية وتسكين آلام القدم والأرجل. ويمكن استخدامه في صناعة الأصباغ وتلوين الدهانات ومعاجين الأسنان والجص وصبغ القرون وغيرها.